# Bye Bye, Love
Bye Bye, Love (englisch für ‚Tschüß Liebste‘) ist eine US-amerikanische Filmkomödie von Sam Weisman. Gedreht wurde in Kalifornien, unter anderem in Los Angeles und in Pasadena. Der Film startete am 17. März 1995 in den US-Kinos und spielte dort ca. 12,1 Millionen Dollar ein.

## Handlung
Die befreundeten Männer Dave Goldman, Vic Damico und Donny Carson sind alle geschieden. Dave Goldman, der zwei Kinder hat, trifft sich mit der viel jüngeren Kim, was seine Ex-Ehefrau Susan ärgert.
Damico arbeitet als Sporttrainer und Fahrlehrer. Seine Ex-Ehefrau Grace hat einen neuen Freund. Er verabredet sich zu einem Blind Date mit Lucille.
Der Immobilienmakler Carson hat eine Tochter. Emma, die bereits im Teenageralter ist, verbringt viel Zeit mit dem jugendlichen Max Cooper, der bei McDonald’s jobbt.

## Rezeption
Bye Bye, Love erhielt ein schlechtes Presseecho. So erfasst der US-amerikanische Aggregator Rotten Tomatoes größtenteils kritische Besprechungen und ordnet den Film dementsprechend als „Gammelig“ ein.
James Berardinelli schrieb auf ReelViews, dass man als Zuschauer nicht besonders viel Inhalt oder Tiefgründigkeit erwarten sollte. Die wenigen im Film gestellten Fragen seien nicht zufriedenstellend beantwortet. Berardinelli lobte die „urkomischen“ Szenen mit Randy Quaid und Janeane Garofalo, die sich „perfekt“ ergänzen würden. Der Film werbe viel zu sehr für die Restaurantkette McDonald’s.
Roger Ebert meinte in der Chicago Sun-Times vom 17. März 1995, der Film sei eine „schnulzige Sitcom“, die als eine tiefempfundene Geschichte über drei geschiedene Väter durchgehen möchte. Aber nicht einer der Charaktere sei emotional komplex oder besonders klug.
Janeane Garofalo war 1996 für den American Comedy Award nominiert.

## Belege und weiterführende Informationen
1. ↑  Bye Bye Love (1995) – Filming & Production. In: IMDb. Abgerufen am 31. Mai 2018 (englisch).
2. ↑  Bye Bye Love. In: Box Office Mojo. Abgerufen am 1. September 2024 (englisch).
3. 1 2  Bye Bye, Love. In: Rotten Tomatoes. Fandango, abgerufen am 27. Dezember 2024 (englisch, aggregiert aus 22 Kritiken).
4. ↑  Karl Williams: Kritik zu Bye Bye, Love (Memento vom 3. August 2019 im Internet Archive) bei AllMovie (englisch)
5. ↑  Datenbankabfrage bei cinemascore.com
6. 1 2  James Berardinelli: Bye Bye Love: A Film Review. In: Reelviews Movie Reviews. 1995, abgerufen am 31. Mai 2018 (englisch).
7. 1 2  Roger Ebert: Bye Bye, Love Movie Review & Film Summary (1995). 17. März 1995, abgerufen am 31. Mai 2018 (englisch).

- Weitere Filmlinks:
- IMDb: Link |
- OFDb: Link |
- Filmdienst: Link |
- AFI: Link |
- Schnittberichte: Link |
- Synchronkartei: 31533 Link |
- TMDb: Link |
- Letterboxd: Link |
- bearbeiten